# Dassault MD 450 Ouragan
Dassault M.D.450 Ouragan (fransk: Orkan) er et fransk jagerbombefly udviklet og produceret af Dassault Aviation. Flyet blev oprindeligt udviklet af Dassault på eget initiativ for at skabe et fransk kampfly drevet af en jetmotor i forventningen om at kunne sælge flyet til det franske flyvevåben. 
Ouragan var det første franske jetdrevne kampfly, der blev sat i produktion, og spillede således en vigtig rolle i genopbygningen af den franske flyindustri efter 2. verdenskrig. Det var i produktion fra 1948 - 1954.
Ouragan blev benyttet af  Frankrig, Indien, Israel og El Salvador. Da flyet var i israelsk tjeneste i det israelske luftvåben, deltog det i militæroperationer under Suez-krigen og seksdageskrigen.

## Brugere
- Frankrig
- Indien
- Israel
- El Salvador